# Arciprestazgo de Getafe
El Arciprestazgo de Getafe, es un arciprestazgo español que está bajo la jurisdicción del Obispado de Getafe y está compuesto por las siguientes parroquias:
| Parroquias                                      |
| ----------------------------------------------- |
| Iglesia Inmaculada Concepción de Nuestra Señora |
| Iglesia de Nuestra Señora de Buenavista         |
| Iglesia de Nuestra Señora del Cerro             |
| Iglesia de Nuestra Señora de Fátima             |
| Iglesia de San Eugenio                          |
| Iglesia de San Juan de Dios                     |
| Iglesia de San Pablo                            |
| Iglesia de San Rafael Arcángel                  |
| Iglesia de San Sebastián                        |
| Iglesia de Santa María de los Ángeles           |
| Catedral de La Magdalena                        |
| Iglesia de Santa María Maravillas de Jesús      |
| Iglesia de Santa Teresa de Jesús                |
| Iglesia de los Santos Justo y Pastor            |